# Архангельская, Александра Гавриловна
Алекса́ндра Гаври́ловна Арха́нгельская (7 января 1851, Крапивна, Тульская губерния — 6 января 1905, Московская губерния) — одна из первых земских женщин-врачей в Московской губернии, офтальмолог, хирург, автор более 50 научных и научно-популярных работ.

## Биография
Родилась в семье бедного священника в городе Крапивна Тульской губернии. Получив лишь домашнее образование, к 20 годам она умела только читать и писать. Твёрдо решив учиться, самостоятельно подготовилась и в 1872 году, сдав экзамены сразу за шесть классов гимназии, поступила в седьмой.
В 1874 году Архангельская окончила восьмой специальный педагогический класс и получила аттестат на звание домашней учительницы по русскому и немецкому языкам.
В 1874—1881 годах проходила обучение на женских врачебных курсах при Николаевском военном госпитале в Санкт-Петербурге, которые окончила с дипломом I степени, получив право заниматься акушерством, гинекологией и педиатрией.
Работала в хирургической клинике К. К. Рейера, затем земским врачом в Нижегородской губернии.
В 1883 году была принята на земскую службу в лечебницы передового Московского земства и стала заведовать врачебным участком в межуездной Петровской лечебнице Московского губернского земства при станции Алабино, где и проработала до конца жизни, полностью посвятив себя профессии. Все свои усилия Архангельская прикладывала к улучшению обучения медицинского персонала и оснащению земских медицинских учреждений, сосредотачиваясь на улучшении медицинского обслуживания деревенских женщин, активно работала в созданном в 1883 году Обществе Пирогова.
1 января 1885 года состоялось открытие нового здания больницы в селе Петровском, в устройстве которого А. Г. Архангельская принимала самое действенное участие. В это же время сюда поступили работать Юлия Квятковская и Мария Рашкович, известные в будущем женщины-врачи, общественные деятели.
Являлась автором более 50 научных работ, редактором одной из них — «Первая помощь в несчастных случаях и при внезапном заболевании людей» — выступил русский писатель Лев Толстой, с которым она была хорошо знакома. В 1889 году эта работа была опубликована издательством «Посредник» без указания автора.
В 1892 году выезжала в Серпуховский уезд Московской губернии во время бушующей холерной эпидемии и работала там вместе со своей подругой, врачом Еленой Линтваревой и Антоном Чеховым, который их хорошо знал.
Участвовала в работе семи съездов земских врачей, где выступала с отчётами и докладами. Была участницей Пироговских съездов российских хирургов. На восьмом Пироговском съезде врачей в 1902 году была избрана почётным председателем.
Приятельствовала с семьёй известного писателя-народника Николая Златовратского, жившей на собственной даче по соседству. Сын Н. Н. Златовратского, Александр, будучи студентом высшего художественного училища (1902—1905), создал скульптурный бюст А. Г. Архангельской.

Поблизости от нашей Апрелевки, в Петровской больнице, в то время работала известная не только в нашем Верейском уезде, но и в Москве и всей Московской губернии женщина-врач Александра Гавриловна Архангельская, окулист и хирург. С ней работала врач Линтварева — ее подруга. Я хорошо помню этих милых интересных женщин и помню их уютный домик в небольшом саду, заботливо засаженном цветами. Архангельская неплохо рисовала, и стены небольшого зала были завешены акварелями.— вспоминала Златовратская Софья Николаевна.
Ещё при жизни Архангельская мечтала «устроить небольшую народную читальню». Мечта осуществилась только после её смерти. Первая библиотека была выстроена при Петровской больнице в 1905 году на деньги, оставленные по завещанию А. Г. Архангельской. Все хлопоты по этому делу взял на себя её душеприказчик, личный врач Льва Толстого — Дмитрий Васильевич Никитин, работавший в Звенигородской земской больнице.
Умерла 6 января 1905 года, простудившись на одном из губернских совещаний. Похоронена на Алабинском кладбище.

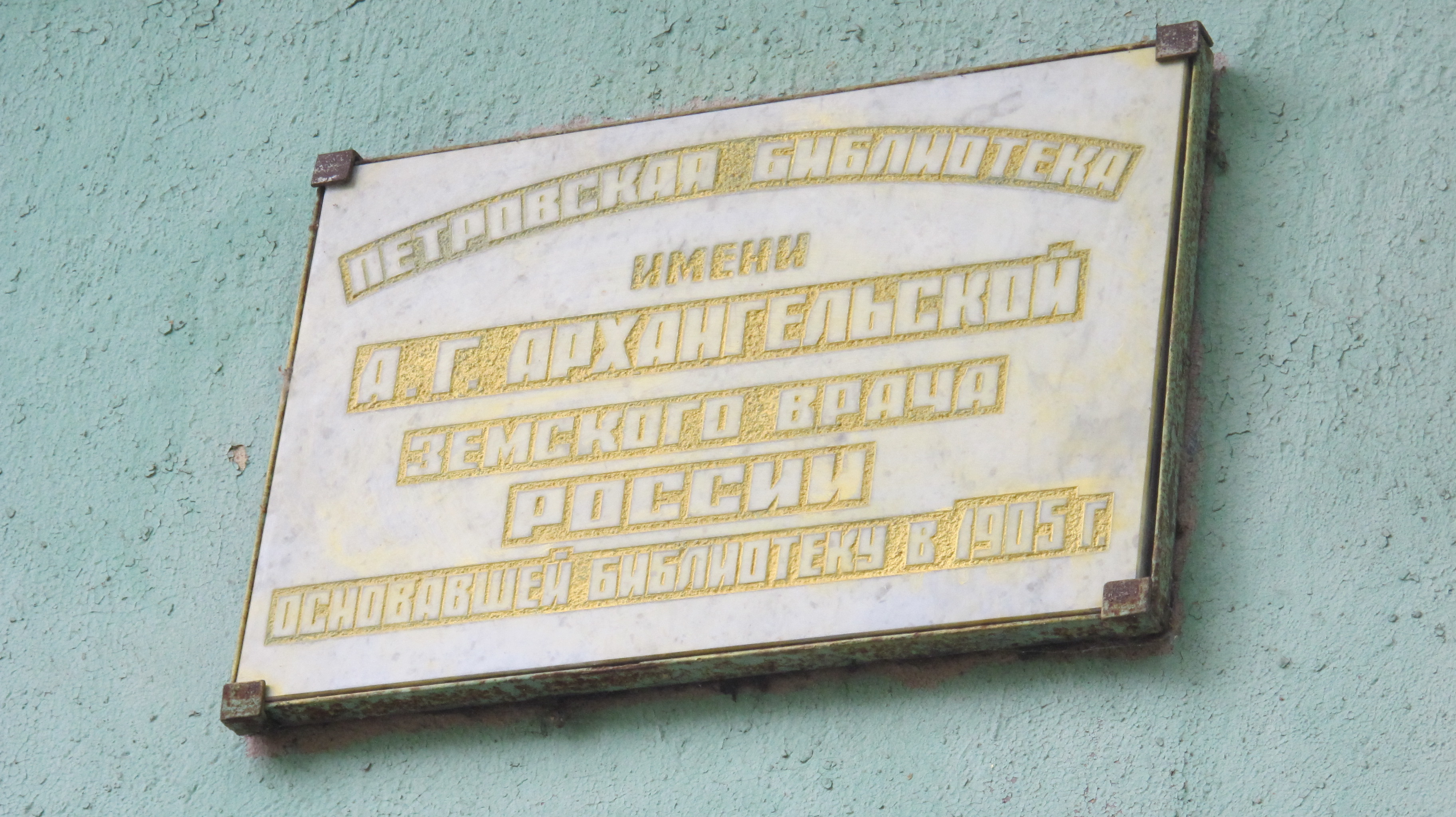
Мемориальная доска на библиотеке имени А. Г. Архангельской

## Память
С 15 ноября 2000 года Петровская сельская библиотека вновь носит имя А. Г. Архангельской.
На ее здании была открыта мемориальная доска, увековечивающая память основательницы.
Скульптор Александр Николаевич Златовратский (1868—1960) между 1902 и 1904 годом выполнил бюст Александры Гавриловны Архангельской, который был установлен в библиотеке Петровской больницы, а теперь находится в кабинете главного врача.

## Труды
- Первая помощь в несчастных случаях и при внезапном заболевании людей. М.: Посредник. 1889.
- Архангельская А. Г. О 100 случаях экстраций катаракт // Медицинское обозрение. 1891. №15.
- Архангельская А.Г.  Краткий очерк двухлетней хирургической деятельности Петровской земской лечебницы (с 1 января 1892 г. по 1 января 1894  г.) // Врач. 1894. No 22. С. 621.
- Архангельская А. Г. Что делать при обмороке, задушении, ударе, кровотечении, отравлении и чего делать не следует. 1897.
- Архангельская А. Г. Пятьдесят случаев высокого камнесечения в земской практике // Врач. № 2, с. 33; № 3, с. 73; № 5, с. 135, 1897.
- Архангельская А. Г. К вопросу о развитии хирургической помощи в земстве // Журнал Обществва русских врачей в память Н. И. Пирогова, № 2, с. 99, 1901.
- Архангельская А. Г. О 1100 извлечений катаракт // Русский врач. 1902. т. 1, № 42, с. 1521, 1902.
- Архангельская А. Г. К вопросу о хирургической помощи сельскому населению // Практический врач. СПб. 1902. No 9. С. 179-181; No 10. С. 205-207.
- Архангельская А. Г. Для чего доктора делают операции и какая от этого бывает польза больным. Л., 1926.